# Saaninsaari
Saaninsaari är en ö i Kynsivesisjön i Finland. Den ligger i sjön Kynsivesi och Leivonvesi och i kommunen Laukas i den ekonomiska regionen  Jyväskylä  och landskapet Mellersta Finland, i den centrala delen av landet, 260 km norr om huvudstaden Helsingfors. Öns area är 7,6 hektar och dess största längd är 480 meter i nord-sydlig riktning.